# FN M1900
A FN Browning M1900 é uma pistola semiautomática de ação simples projetada em cerca de 1896 por John Browning para a Fabrique Nationale de Herstal (FN) e produzida na Bélgica na virada do século XX. Foi a primeira arma curta de produção a usar uma corrediça (slide).

## História

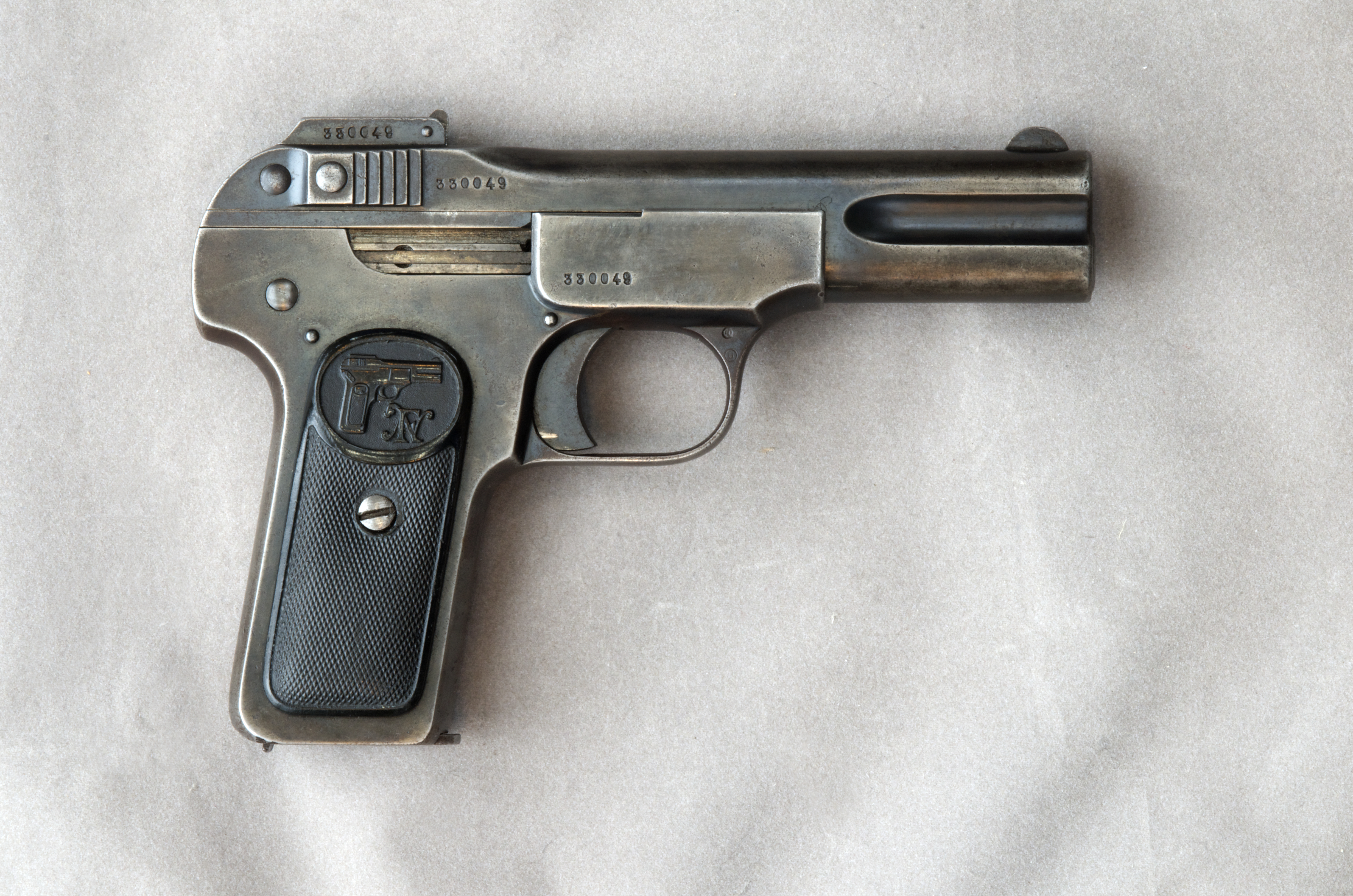
Browning 1900 .32 ACP S/n 330049

O projeto foi apresentado à fabricante de armas FN Herstal em 1897, com a produção começando no ano seguinte (então sob a designação Modele 1899). Em 1900, um projeto melhorado apresentando principalmente um cano mais curto e punhos mais largos foi introduzido como o M1900. Essas designações foram aplicadas retroativamente depois que a FN começou a fabricar outros projetos de pistolas Browning; inicialmente a M1900 foi comercializada simplesmente como "Pistolet Browning" (Pistola Browning). A produção cessou apenas 11 anos depois, com um total de cerca de 700.000 unidades produzidas.
O presidente dos Estados Unidos, Theodore Roosevelt, possuía uma Modele 1899 com punho de madrepérola, que ele guardava regularmente consigo e na gaveta de cabeceira. A arma agora reside no Museu de Armas de Fogo da Associação Nacional de Rifles.
Eugen Schauman, um ativista nacionalista finlandês, assassinou o governador-geral Nikolai Bobrikov (a mais alta autoridade russa no Grão-Ducado da Finlândia) com uma pistola Browning em Helsinque, em 16 de junho de 1904. O ato foi seguido por celebrações anti-russas espontâneas em pelas ruas de Helsinque e após a independência de 1917, Schauman foi considerado um herói nacional da Finlândia.
Um Jung-geun, um ativista da independência coreana, assassinou o primeiro primeiro-ministro do Japão e residente-geral da Coreia, Itō Hirobumi, com este tipo de arma em 26 de outubro de 1909, na estação ferroviária de Harbin.
A revolucionária socialista Fanny Kaplan também usou uma FN M1900 na sua tentativa de assassinato de Lenin em 30 de agosto de 1918.
Abelardo Mendoza Leyva, um militante do partido de esquerda peruano Aliança Popular Revolucionária Americana, também teria usado uma FN1900 para assassinar o presidente Luis Miguel Sánchez Cerro em Lima, em 30 de abril de 1933.
A pistola foi popular na China desde a sua introdução até a Segunda Guerra Mundial e foi frequentemente copiada e usada como base para outros projetos. Arsenais estatais produziam séries de produção para milícias de senhores da guerra, e artesãos locais produziam versões artesanais únicas.

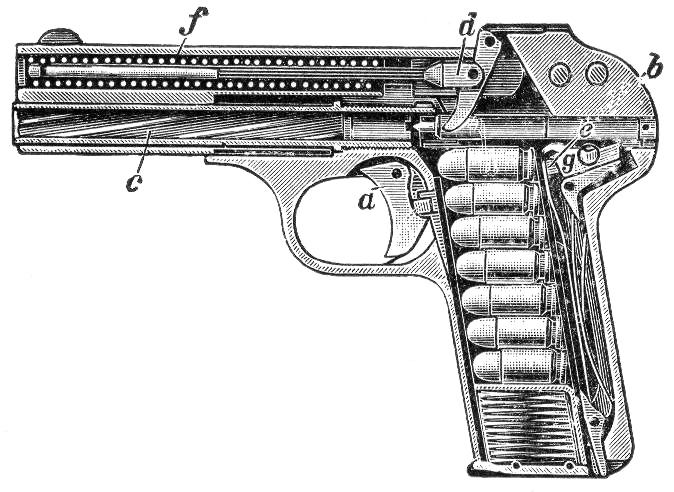
Vista em corte

A pistola norte-coreana Type 64 é uma cópia da M1900. Os espécimes examinados pelas autoridades ocidentais foram marcados com a data de 1964. Foi produzida uma variante com silenciador que apresentava uma corrediça (slide) encurtada para permitir que o cano roscado se projetasse o suficiente para fixar o silenciador.

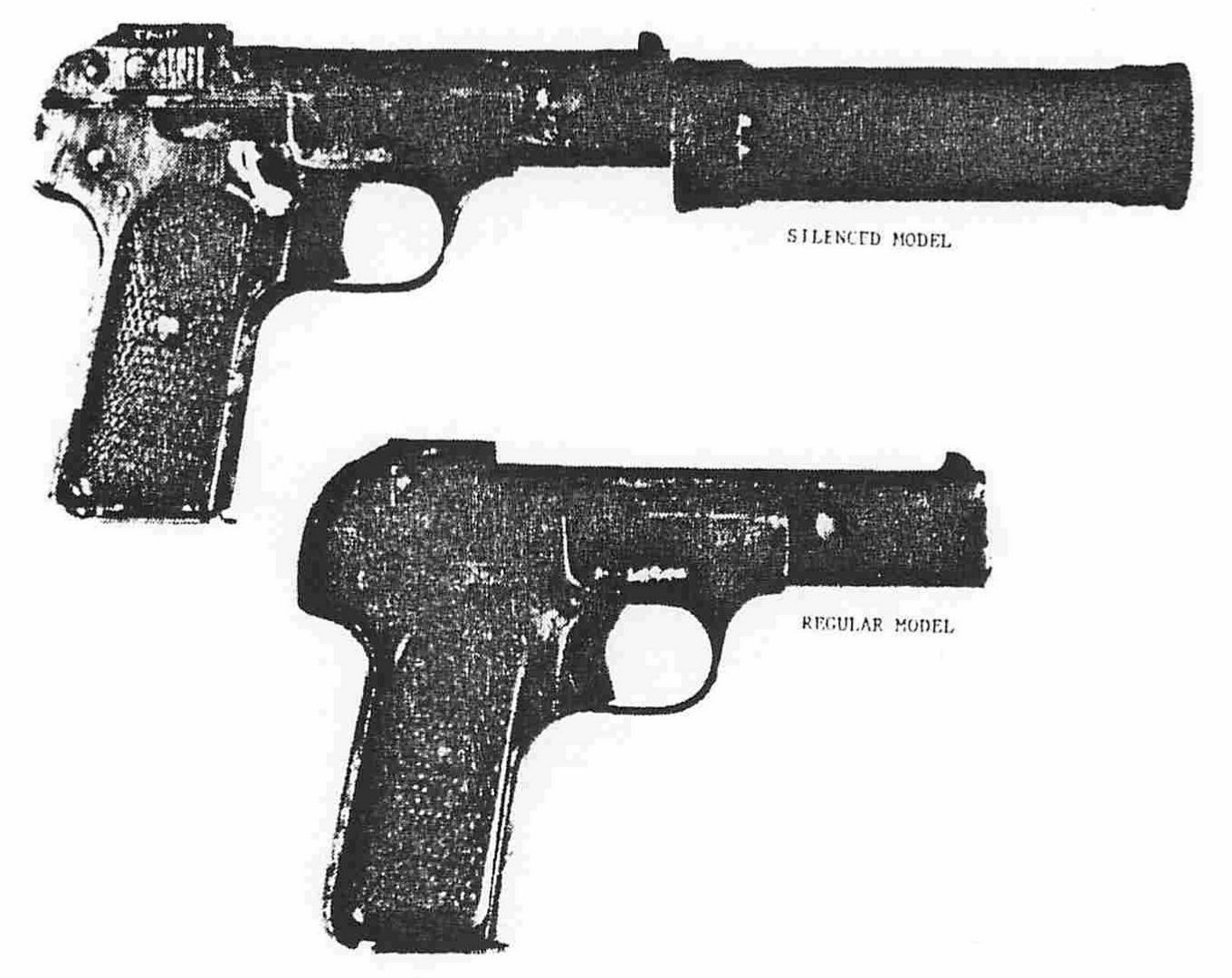
Pistola norte-coreana Type 64

## Munição
A arma tem câmara para o cartucho .32 ACP, também conhecido como 7,65×17mm Browning SR ("SR" denota semi-aro).

## Operadores
- Áustria-Hungria[11]
- Bélgica[12]
- Brasil - Comprada pela polícia do Distrito Federal[13]
- República da China[14]
- Finlândia - Adquirida pela primeira vez pela polícia antes de 1917, no total foram compradas até mil. A pistola era muito popular no mercado civil e entre o antigo movimento nacionalista finlandês Voimaliitto. Também usada pelas Ferrovias Estatais e pelo Banco da Finlândia.[15]
- França - 200 emitidas para oficiais da brigada criminal em junho de 1912[16] Usada por invasores de trincheiras durante a Primeira Guerra Mundial[17]
- Império Alemão - Comprada de forma privada por oficiais militares.[18] Comprada por agências policiais.[19]
- Reino da Grécia[11]
- Coreia do Norte[10]
- Noruega - 114 foram apreendidas das tropas alemãs que se renderam em 1945; emitida para as forças policiais entre 1950 e 1960[20][21][22]
- Paraguai - Arma secundária popular entre oficiais[23]
- Império Russo - Autorizada como arma para oficiais em 1907. Comprada pelas forças policiais[24][6][25]

## Conflitos
- Guerras dos hererós[18]
- Revolução Mexicana[26][27]
- Guerras dos Balcãs[28]
- Primeira Guerra Mundial[20]
- Guerra Civil Russa[6]
- Guerra Civil Finlandesa[15]
- Era dos senhores da guerra da China[29]
- Revolução Constitucionalista de 1932[30]
- Guerra do Chaco[23]
- Guerra Civil Chinesa[6]
- Segunda Guerra Mundial

## Sinônimos
Este modelo é conhecido por vários nomes, incluindo:
- FN M1900
- FN Mle.1900
- Browning M1900
- Browning No.1